# Livet i finnskogarna
För filmen med samma namn, se Livet i Finnskogarna (film)
Livet i finnskogarna är en vals från 1913 som tillskrivits Calle Jularbo. I sina memoarer skriver Jularbo om hur han under sommaren 1913 uppträdde i Järpliden i Värmland: "De karska bönderna, de vackra och ljuvliga värmländskorna, de käcka drängarna, de täcka pigorna – allt förenade sig till 'Livet i finnskogarna'."

## Melodin
Enligt Uno "Myggan" Ericson anses melodin vara traditionell, och Jularbo samt dansken Herman Gellin anges hos STIM som arrangörer.
År 1962 hölls ett förhör på STIM med Jularbo, då det kommit till organisationens kännedom att han inte var upphovsmakare till låten. Ärendet lades dock ner då kompositören var avliden sedan länge och låten kunde anses vara traditionell. Den verklige kompositören var Frans Erikson från Hässjaberg i Los. Frans var handlare, född 1869, och flyttade i slutet av 1890-talet till Stockholm för att bli konsertviolinist. Han insjuknade dock snart i lungsot och avled 1900. Jularbo hörde låten cirka 1910 på en spelträff i Kårböleskog och adopterade låten. Förlaget ansåg att det sålde bättre om han stod som kompositör.
Melodin användes av den amerikanska musikern Vaughn Horton till dennes sång Mockin' Bird Hill från 1949 som senare fick en svensk text och titeln Adress Rosenhill.

## Text
År 1922 skrev Anna Myrberg en text "Fnittrande och kvittrande bland granarna där stå…". Den sjöngs in av Hilmer Borgeling 1935.
På den turné efter Hasseåtage-revyn Gröna Hund 1962, sjöng Tage Danielsson en egen text till Livet i finnskogarna: "Först så går det upp, så går det ner, så går det upp. Sen så går det ner, så går det ännu mera ner. Sen så går det upp..." osv.

## Film
Livet i Finnskogarna är en svensk film från 1947.
Musiken förekommer i filmerna 100 dragspel och en flicka (1946), Ikiru (1952), Kalle Karlsson från Jularbo (1952), Kvarteret Korpen (1963), Svenska bilder (1964), Ture Sventon, privatdetektiv (1972) och Lotta på Bråkmakargatan (1992).